# Ventarura lyonii
Ventarura lyonii es una especie de planta que vivió durante el periodo Pragiense del Devónico inferior. Esta especie fue descrita en el año 2000 a partir de sus restos fósiles del yacimiento de Windyfield chert de Rhynie Chert.

## Morfología
El talo de Ventarura constaba de ejes verticales y rizomas horizontales. Los tallos erectos tenían un diámetro de aproximadamente 7 milímetros y una altura no determinada pero mayor de 12 centímetros. Estos tallos aéreos tenían ramificación dicótoma y cutícula lisa con estructuras elípticas de función desconocida y estomas aún no plenamente descritos. Por debajo de la cutícula se localizaba la corteza exterior de células con paredes delgadas y fuertemente cohesionadas, bajo esta la corteza interior presenta células también con paredes delgadas pero que dejan entre sí amplios espacios intercelulares. Ambas capas se encontraban separadas por una zona oscura de células esclerenquitomatosas.
Los restos conservados no han permitido establecer la organización de los tejidos conductores aunque se ha identificado un floema interno rodeado del xilema en disposición desconocida. Los rizomas de Ventarura no han sido recuperados en posición vital aunque ha sido posible establecer vinculación entre la parte aérea y estas estructuras. Tienen sección circular y estructura interna poco conocida; en su zona ventral se han identificado estructura de anclaje de rizoides.
En las zonas apicales del tallo aéreo se encuentran los esporangios. Su disposición en este tallo es lateral, no terminal como ocurría en otras especies contemporáneas (Rhynia o Aglaophyton major). Estos esporangios tenían una longitud máxima de 5 milímetros y forma arriñonada que se abren en dos valvas para diseminar la esporas.